# Dariush Hassanpour
Dariush Hassanpour Fard Khorashad (* 12. September 1996 in Hamburg) ist ein deutscher Politiker (Die Linke). Seit 2023 ist er Mitglied der Bremischen Bürgerschaft.

## Leben
Hassanpour legte 2016 das Abitur am Coppernicus-Gymnasium in Norderstedt ab. Er politisierte sich im Rahmen seines Engagements im Willkommen-Team Norderstedt e.V., eine von ehrenamtlichen gegründete Hilfsorganisation, die Hilfe für Geflüchtete und Integrationsarbeit leistet. Dort habe er Deutschkurse angeboten. Seit 2017 studiert er Soziologie.

## Politik
Seit 2013 ist Hassanpour Mitglied der Partei Die Linke. Von 2015 bis 2017 war er Mitglied der Fraktion in der Stadtvertretung von Norderstedt. Seit 2021 ist er Landessprecher der Linksjugend solid in Bremen.
Bei der Bürgerschaftswahl in Bremen 2023 trat er auf Listenplatz 10 seiner Partei im Wahlbereich Bremen an und zog über die Personenstimmen in die Bürgerschaft ein. In der Fraktion ist er Sprecher für Jugend, Ausbildung, Digitalisierung, Flucht, Subkultur und Medien.
Für die Bundestagswahl 2025 tritt er im Bundestagswahlkreis Bremen II – Bremerhaven sowie auf Platz 2 der Landesliste der Linken in Bremen an.